# Argentré-du-Plessis

Argentré-du-Plessis este o comună în departamentul Ille-et-Vilaine, Franța. În 1 ianuarie 2022 avea o populație de 4.591 de locuitori.